# Zoran Kvržić
Zoran Kvržić (Doboj, 7 augustus 1988) is een Bosnisch-Kroatisch voetballer die doorgaans speelt als middenvelder. In juli 2023 verruilde hij HNK Šibenik voor Borac Banja Luka. Kvržić maakte in 2011 zijn debuut in het Bosnisch voetbalelftal.

## Clubcarrière
Kvržić speelde tussen 2000 en 2004 in de jeugd van FK Proleter Teslić, maar in 2004 stapte hij over naar NK HAŠK. Bij die club speelde hij zijn eerste duels in het professionele voetbal. De middenvelder verkaste zes jaar later naar NK Osijek, waar hij tevens een vaste waarde werd. In 2013 vertrok hij echter opnieuw; in de zomer van dat jaar vertrok hij naar HNK Rijeka. In januari 2015 werd hij uitgeleend aan het Italiaanse Spezia. In de zomer van 2015 werd die verhuurperiode met één jaar verlengd. In november 2017 verlengde Kvržić zijn contract tot medio 2020. Kvržić maakte in januari 2020 de overstap naar Kayserispor, waar hij zijn handtekening zette onder een verbintenis voor de duur van tweeënhalf jaar. Een jaar voor het einde van zijn contract in Turkije keerde Kvržić terug naar Kroatië, waar hij tekende voor Slaven Belupo. In februari 2023 nam HNK Šibenik de middenvelder over. Een half jaar later verkaste hij naar Borac Banja Luka.

## Interlandcarrière
Kvržić maakte zijn debuut in het Bosnisch voetbalelftal op 11 oktober 2013, toen met 4–1 gewonnen werd van Liechtenstein. Edin Džeko (tweemaal), Zvjezdan Misimović en Vedad Ibišević scoorden voor Bosnië en Herzegovina en de tegentreffer kwam van Nicolas Hasler. Kvržić moest op de reservebank beginnen en bondscoach Safet Sušić liet hem na tweeënzestig minuten invallen voor Senad Lulić.
| Interlands van Zoran Kvržić voor Bosnië en Herzegovina | Interlands van Zoran Kvržić voor Bosnië en Herzegovina | Interlands van Zoran Kvržić voor Bosnië en Herzegovina | Interlands van Zoran Kvržić voor Bosnië en Herzegovina | Interlands van Zoran Kvržić voor Bosnië en Herzegovina | Interlands van Zoran Kvržić voor Bosnië en Herzegovina |                           |
| №                                                      | Datum                                                  | Wedstrijd                                              | Uitslag                                                | Competitie                                             | Goals                                                  |                           |
| Als speler bij HNK Rijeka                              | Als speler bij HNK Rijeka                              | Als speler bij HNK Rijeka                              | Als speler bij HNK Rijeka                              | Als speler bij HNK Rijeka                              | Als speler bij HNK Rijeka                              | Als speler bij HNK Rijeka |
| ------------------------------------------------------ | ------------------------------------------------------ | ------------------------------------------------------ | ------------------------------------------------------ | ------------------------------------------------------ | ------------------------------------------------------ | ------------------------- |
| 1                                                      | 11 oktober 2013                                        | Bosnië en Herzegovina – Liechtenstein                  | 4 – 1                                                  | WK 2014 kwalificatie                                   |                                                        |                           |
| 2                                                      | 18 november 2013                                       | Argentinië – Bosnië en Herzegovina                     | 2 – 0                                                  | Vriendschappelijk                                      |                                                        |                           |
| 3                                                      | 16 november 2014                                       | Israël – Bosnië en Herzegovina                         | 3 – 0                                                  | EK 2016 kwalificatie                                   |                                                        |                           |

Bijgewerkt op 27 november 2024.